# Yuennanina ceratogaster
Yuennanina ceratogaster är en mångfotingart som beskrevs av Carl Graf Attems 1936. Yuennanina ceratogaster ingår i släktet Yuennanina och familjen orangeridubbelfotingar. Inga underarter finns listade i Catalogue of Life.